# Tour de las Americas
De Tour de las Americas was een organisatie die golftoernooien in Latijns-Amerika organiseert. In 2012 werd het opgevolgd door PGA Tour Latinoamérica.
Argentinië en Colombia hebben vier toernooien, Chili en Venezuela twee. Verder wordt er gespeeld in Mexico en Paraguay.
Om aan de Tour te mogen meedoen bestond er een Q School. Deze werd in januari en februari gespeeld.
Onderstaande lijst toont dat het Argentijns Open in 2009 voor de 104-de keer werd gespeeld en het oudste toernooi is.

## Schema 2009
| Maand    | Toernooi                                       | Land                     | Winnaar                 |
| -------- | ---------------------------------------------- | ------------------------ | ----------------------- |
| Maart    | Abierto Internacional de Antioquia             | Antigua                  | Peter Gustafson         |
|          | Club Colombia Masters presentado por SAMSUNG   | Bogota, Colombia         | Alan Wagner             |
|          | XXVI Abierto Internacional de Golf             | Medellin, Colombia       | Peter Gustafson         |
| April    | Televisa TLA Players Championship              | Acapulco, Mexico         | Eduardo Herrera         |
|          | 78 Abierto del Centro                          | Córdoba, Argentinië      | Fabian Gomez            |
| Mei      | Copa Tres Diamantes Mitsubishi                 | Barquisimeto, Venezuela  | Paulo Javier Pinto      |
| Juni     | Venezuela Open Canal I                         | Caracas, Venezuela       | Daniel Barbetti         |
| Juli     | XLIX Abierto Internacional                     | Medellin, Colombia       | José Manuel Garrido     |
|          | 51 Abierto Internacional Ciudad de Bucaramanga | Bucaramanga, Colombia    | Oscar Alvarez           |
| Oktober  | 4 Abierto Hacienda Chicureo                    | Santiago, Chili          | Luciano Giometti        |
|          | 83 Abierto de Chile Copa BCI                   | Santiago, Chili          | Agustin Jauretche       |
| November | Roberto de Vicenzo Classic                     | San Eliseo, Argentinië   | Fabian Gomez            |
|          | Carlos Franco Invitacional                     | Paraguay                 | Agustin Jauretche       |
| December | 104 VISA Open de Argentina                     | Buenos Aires, Argentinië | Cesar Augustin Costilla |
|          | Torneo de Maestros                             | Buenos Aires, Argentinië | Tom Lehman              |

Het Club Colombia Masters en het Abierto del Centro tellen ook mee voor de Europese Challenge Tour (ECT).
In augustus werd niet gespeeld. Naast bovengenoemde toernooien waren er in september in Venezuela een toernooi om voor de World Cup te kwalificeren en een Stage 1 (eerste ronde) van de Europese Tourschool.

## Order of Merit
De Tour de las Americas (TLA) heeft een eigen Order of Merit, gebaseerd op punten. Winnaars waren o.a.:
- 2008:  Estanislao Goya
- 2009:  Peter Gustafsson

## Europese Tour
In 2008 won Estanislao Goya het Abierto del Centro, dat ook meetelt voor de Challenge Tour. Hij mocht daarna in Europa spelen, en won het Madeira Island Open, dus hij heeft een spelerskaart voor 2010. Hij krijgt daar gezelschap van twee spelers van de TLA, die zich via de Tourschool van 2009 gekwalificeerd hebben voor de Europese PGA Tour van 2010, de Argentijn Clodomiro Carranza werd 7de en Marco Ruiz uit Paraguay eindigde op de 4de plaats.